# Croton itacolumi
Espèce
Croton itacolumi est une espèce de plantes à fleurs du genre Croton et de la famille des Euphorbiaceae présente au Brésil. Son nom fait référence au Mont Itacolum au Rio Grande do Sul.
Il a pour synonyme :
- Oxydectes itacolumi, (Müll.Arg.) Kuntze